# کوآموکسی‌کلاو
کووآموکسی کلاو (به انگلیسی: Co-amoxiclav)
گروه دارویی-درمانی: آنتی‌بیوتیک نیمه صناعی وسیع الطیف بتالاکتام
اشکال دارویی: قرص و سوسپانسیون و ویال تزریقی .
آموکسی سیلین و کلاوولانیک اسید به نسبت های مختلف با هم ترکیب شده و داروی فوق را می‌سازند .
نمونه های موجود در ایران حاوی نسبت های ۲:۱ و ۴:۱ و ۷:۱ و نیز ۱۴:۱ می‌باشد . تنظیم دوز در این دارو بسیار مهم است زیرا در دورهای بالای آموکسی‌سیلین احتمال مسمومیت با کلاوولانیک اسید وجود دارد  .

## موارد مصرف
درمان بیماری‌های عفونی به خصوص عفونتهای مقاوم به آموکسی سیلین (با مکانیسم ترشح بتالاکتاماز) مانند سینوزیت، عفونت گوش میانی، عفونت مجاری تنفسی و برونشیت‌مزمن.

## مکانیسم اثر
این دارو از ترکیب آموکسی سیلین و کلاولانیک اسید (amoxicillin + clavulanic acid) ساخته می‌شود. اسید کلاولانیک یک مهارکننده قوی و غیرقابل برگشت آنزیم بتالاکتاماز باکتریها است. برخی باکتریها با ساخت و ترشح آنزیم بتالاکتاماز موجب هیدرولیز حلقه بتالاکتام (آموکسی سیلین) می‌شوند و لذا آنتی‌بیوتیکهای خانواده بتالاکتام مانند پنی سیلین و آموکسی سیلین بر آن‌ها بی‌اثر می‌شوند ولی کوآموکسی‌کلاو مؤثر است.

## عوارض جانبی
اسهال، کرامپ شکمی، سرگیجه، تهوع، تب، هپاتیت، یرقان‌کلستاتیک، خشکی دهان؛ واکنشهای حساسیتی شامل کهیر، تب، درد مفاصل، آنژیوادم، شوک آنافیلاکتیک، اریتم مولتی فرم، نکرولیز سمی‌پوست، درماتیت پوسته‌ای، تغییر در چرخه قاعدگی و به ندرت سردرد، تشنج با مصرف این‌دارو گزارش شده‌ است.